# Vainoslompolo
Vainoslompolo är en sjö i kommunen Enare i landskapet Lappland i Finland. Sjön ligger 124,7 meter över havet. Arean är 78 hektar och strandlinjen är 9,09 kilometer lång. Sjön  ingår i Neidenälvens huvudavrinningsområde.   Den ligger omkring 360 kilometer norr om Rovaniemi och omkring 1100 kilometer norr om Helsingfors. 